# Jakob Svinhufvud
Jakob Svinhufvud, född 17 januari 1677 på Markeby i Håtuna socken, död 10 april 1738, var en svensk militär.
Jakob Svinhufvud var son till överste Erik Svinhufvud af Qvalstad och Helena Sabel. Han blev volontär vid livregementet till häst 1693, fänrik vid dalregementet 1695, gick i fransk tjänst 1696 och blev fänrik där 1697. Svinhufvud blev löjtnant 1701, kapten samma år, överstelöjtnant vid regementet Royal Allemand, överstelöjtnant vid pommerska infanteriregementet 1711 och var överste och chef för regementet 1715. Han blev fången vid Stralsunds kapitulation 1715 och återkom till Sverige 1719. Svinhuvud erhöll överstelöjtnants indelning vid Jämtlands dragonregemente 1722 och var chef för regementet 1725–1738.